# Конли (Џорџија)
Конли (енгл. Conley) насељено је место без административног статуса у америчкој савезној држави Џорџија.

## Демографија
По попису из 2010. године број становника је 6.228, што је 40 (0,6%) становника више него 2000. године.
| Група             | 2000.         | 2010.         |
| Белци             | 1.926 (31,1%) | 888 (14,3%)   |
| Афроамериканци    | 3.271 (52,9%) | 3.590 (57,6%) |
| Азијати           | 294 (4,8%)    | 203 (3,3%)    |
| Хиспаноамериканци | 647 (10,5%)   | 1.481 (23,8%) |
| Укупно            | 6.188         | 6.228         |